# Leichtathletik-Weltmeisterschaften 2011/Teilnehmer (Grenada)
| Gelbes Symbol für Goldmedaillen mit stilisierten Olympischen Ringen | Graues Symbol für Silbermedaillen mit stilisierten Olympischen Ringen | Braundes Symbol für Bronzemedaillen mit stilisierten Olympischen Ringen |
| ------------------------------------------------------------------- | --------------------------------------------------------------------- | ----------------------------------------------------------------------- |
| 1                                                                   | —                                                                     | —                                                                       |

Der Leichtathletik-Verband Grenadas stellte bei den Leichtathletik-Weltmeisterschaften 2011 im koreanischen Daegu drei Teilnehmer.

## Ergebnisse

### Männer

#### Laufdisziplinen
| Athlet              | Disziplin | Vorlauf | Vorlauf | Halbfinale | Halbfinale | Finale  | Finale |
| Athlet              | Disziplin | Zeit    | Platz   | Zeit       | Platz      | Zeit    | Platz  |
| ------------------- | --------- | ------- | ------- | ---------- | ---------- | ------- | ------ |
| Rondell Bartholomew | 400 m     | 44,82 s | 3       | 45,17 s    | 5          | 45,45 s | 6      |
| Kirani James        | 400 m     | 45,12 s | 5       | 45,20 s    | 6          | 44,60 s | Gold   |

### Frauen

#### Laufdisziplinen
| Athletin        | Disziplin | Vorlauf | Vorlauf | Halbfinale | Halbfinale | Finale        | Finale        |
| Athletin        | Disziplin | Zeit    | Platz   | Zeit       | Platz      | Zeit          | Platz         |
| --------------- | --------- | ------- | ------- | ---------- | ---------- | ------------- | ------------- |
| Janelle Redhead | 200 m     | 23,11 s | 19      | 23,57 s    | 22         | ausgeschieden | ausgeschieden |